# Nassogne
Nassogne (en való Nassogne) és un municipi belga de la província de Luxemburg a la regió valona. Comprèn les seccions d'Ambly, Bande, Forrières, Grune, Harsin, Lesterny, Masbourg i Nassogne.

## Agermanament
- Ledegem
- Martèl